# Selecció sud-africana de corfbol
La selecció sud-africana de corfbol és dirigida per la South African Korfball Federation (SAKF) i representa Sud-àfrica a les competicions internacionals de corfbol. La federació va ser fundada l'any 1993 i té la seu a Pretòria.
L'any 2010 va guanyar la primera edició del Campionat d'Àfrica, disputat a Zimbàbue.

## Història
| Campionat del Món |                      |                           |               |
| Any               | Campionat            | Seu                       | Classificació |
| 1995              | 5è Campionat del Món | Nova Delhi (Índia)        | 11a plaça     |
| 1999              | 6è Campionat del Món | Adelaida (Austràlia)      | 10a plaça     |
| 2003              | 7è Campionat del Món | Rotterdam (Països Baixos) | 11a plaça     |
| 2007              | 8è Campionat del Món | Brno (República Txeca)    | 15a plaça     |
| 2011              | 9è Campionat del Món | Shaoxing (Xina)           | 16a plaça     |

| Campionat d'Àfrica |                       |          |               |
| Any                | Campionat             | Seu      | Classificació |
| 2010               | 1r Campionat d'Àfrica | Zimbàbue | Campions      |